# Hodgkin-kór
A Hodgkin-kór vagy Hodgkin-limfóma főleg a nyirokcsomókat érintő limfocita eredetű daganatos betegség (ún. limfóma), amelyet Thomas Hodgkin brit patológusról neveztek el, aki 1832-ben elsőként írta le a betegség jellemzőit. A Hodgkin-kór sajátos, kiszámítható terjedési mintázattal rendelkezik, nyirokcsomóról a szomszédos nyirokcsomókra terjed a szervezetben, anélkül, hogy közbeeső nyirokcsomót átugrana. Nyirokcsomón kívüli (extranodális) érintettség csak a betegség előrehaladott stádiumában jelentkezik. Szövettanilag jellegzetesek a betegségre a tumort képező nagy, többmagvú óriássejtek. Kezelésében kemoterápia, sugárkezelés (a Polivy elnevezésű gyógyszer is alkalmazható, ám ennek a költségvonzata 90 ezer amerikai dollár) és csontvelőátültetés alkalmazható, figyelembe véve a beteg korát, kísérőbetegségeit és a betegség szövettani altípusát. A modern kezelésekkel a fejlett ipari országokban a betegek több mint 80%-a meggyógyítható, egy az USA-ban 2003 és 2009 között készült statisztikában az összesített 5 éves túlélést 85,1 százaléknak találták, egy 2007-es publikációban pedig a kis kockázatú, korai stádiumú betegség 5 éves túlélése 98% volt.

## Epidemiológia
A Hodgkin-kór incidenciája két korcsoportban mutat emelkedést. Az egyik csúcs fiatal felnőttkorra esik, ezután az előfordulása csökken, majd az életkor előrehaladtával fokozatosan emelkedik. Az éves incidenciáját az Egyesült Államokban 2,7/100.000 főnek találták. Nemek szerinti eloszlását tekintve férfiakban gyakoribb.

Ismert, hogy a Hodgkin-kóros esetek közel fele (kb. 30-50%-a) Epstein–Barr-vírus (EBV) fertőzéssel asszociált, és azt is leírták, hogy a HIV fertőzöttekben gyakrabban alakul ki a betegség.

## Csoportosítása
A Hodgkin-kór valójában B-sejt eredetű daganat, azonban a tumorsejtek sem morfológiailag, sem immunfenotípusukat tekintve nem sok hasonlóságot mutatnak a normális B-sejtekkel. Ebből, valamint sajátos klinikai viselkedéséből kifolyólag nem a B-sejtes hematológiai tumorokhoz sorolják, hanem a WHO beosztásában a Hodgkin-kór a limfoid neopláziákon belül önálló csoportot képez. A Hodgkin-kóron belül két altípust különböztetnek meg, az egyik a noduláris limfocita predomináns Hodgkin-limfóma (NLPHL), a másik a klasszikus Hodgkin-limfóma (CHL).

### Noduláris limfocita predomináns Hodgkin-limfóma

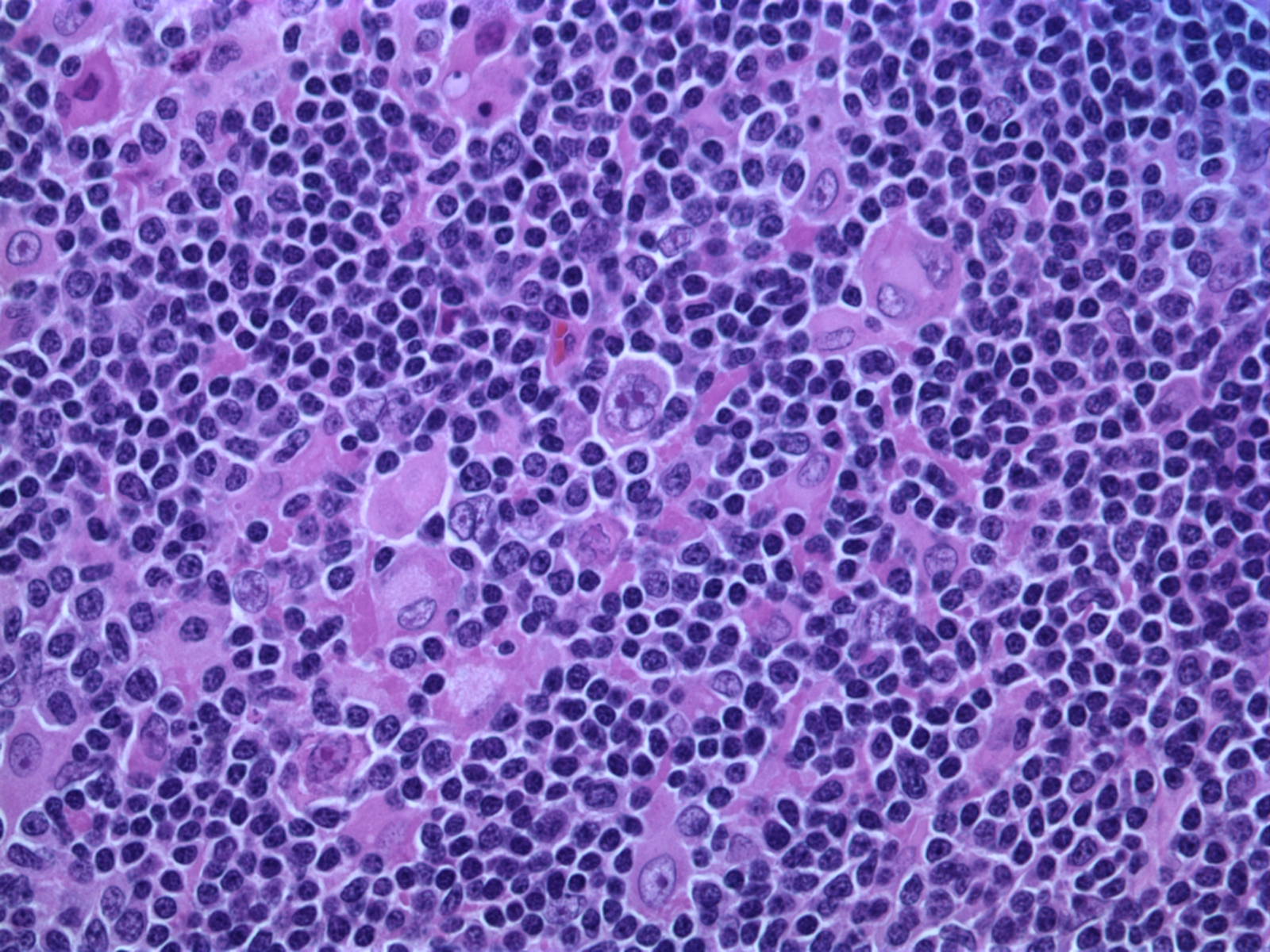
Noduláris limfocita predomináns Hodgkin-kór szövettani metszeten (H&E festés). A kép közepén egy popcorn sejt látható.

Ebben a formában a tumoros sejtek sokkal inkább megőrzik a B-sejtekre jellemző sajátságaikat, mint a klasszikus Hodgkin-kórban – például a felszínükön továbbra is megtalálható a CD20 molekula, mely egy általános B-sejt marker –, ugyanakkor negatívak az olyan molekulákra nézve, amik a klasszikus Hodgkin-kórban látható Reed-Sternberg-sejtekben kifejeződnek (pl. CD15, CD30). Fénymikroszkóppal kis felbontással vizsgálva jellemző rá, hogy a tumor csomókat (nodus) képez. Ezek elszórtan elhelyezkedő tumorsejtekből, és az őket nagy számban körülvevő reaktív limfocitákból állnak. A daganatsejtek ezeknél nagyobbak, magjuk megjelenése a szövettanászokat pattogatott kukoricára emlékeztette, ezért széleskörűen csak popcorn sejteknek nevezik őket. A tumorsejtekben gyakoriak a BCL-6 gént érintő genetikai abnormalitások, ugyanakkor nem mutatható ki a betegség Epstein-Barr vírussal (EBV) való asszociációja.

A noduláris limfocita predomináns forma a Hodgkin-kór egy ritka altípusa, az összes Hodgkin-kóros eset mintegy 3-8%-át teszi ki. A klasszikus Hodgkin-kórhoz képest ez a forma egy kicsit idősebb (30-40 éves) betegekre, és inkább férfiakra (férfi:nő arány 3:1) jellemző. További különbség, hogy a klasszikussal ellentétben ez az altípus nem annyira a centrális nyirokcsomókat érinti (pl. gátorüreg), hanem sokkal inkább a periférián jelentkezik, pl. a nyaki, vagy hónalji nyirokcsomókban, és a terjedési mintázata sem felel meg a klasszikus Hodgkin-kórra jellemzővel, ebben a formában a betegség nem feltétlenül csak a szomszédos nyirokcsomók felé terjed, hanem átugorhat nyirokrégiókat.

### Klasszikus Hodgkin-limfóma
A klasszikus Hodgkin-kórra a tumort képező óriássejtek, az ún. Reed–Sternberg-sejtek jelenléte jellemző. Ezek altípusai, valamint az őket körülvevő sejtek összetétele alapján a klasszikus Hodgkin-limfómát további négy szövettani alcsoportra osztják.
| Klasszikus Hodgkin-kór                          | Klasszikus Hodgkin-kór | Klasszikus Hodgkin-kór | Klasszikus Hodgkin-kór |
| Altípus                                         | Rövid szövettani leírás | ICD-10                 | ICD-O                  |
| ----------------------------------------------- | --- | ---------------------- | ---------------------- |
| Noduláris szklerózis (NSCHL)                    | A Hodgkin-kór leggyakoribb formája, ahol a daganat kollagén sövényekkel elválasztott csomókat (nodus) képez. Ezekben a csomókban elszórtan, illetve kisebb csoportokban találhatók lakunáris típusú Reed-Sternberg sejtek, amiket vegyesen vesznek körbe limfociták, neutrofil és eozinofil granulociták, valamint plazmasejtek. | C81.1                  | M9663/3                |
| Kevert-sejtes (MCCHL)                           | Szintén gyakori altípus, melyre a Reed-Sternberg sejteket körbevevő sokféle sejt (limfocita, granulocita, plazmasejt, hisztiocita) jellemző, ám nem társul hozzá fibrózis, nincs fokozott kollagén lerakódás. A tumorsejtekben gyakran kimutatható az EBV fertőzés.                                                              | C81.2                  | M9652/3.               |
| Limfocita gazdag (limfocita predmoináns, LRCHL) | Ritkábban előforduló forma, nagyszámú reaktív limfocitával, melyek tüszőket (follikulus) képeznek, a tüszők széli részein pedig kevés Hodgkin típusú Reed-Sternberg (HRS) sejt található. | C81.0                  | M9651/3                |
| Limfocita szegény (limfocita depléciós, LDCHL)  | Ritka altípus, melyre nagy számú, gyakran változatos megjelenésű Reed-Sternberg sejt jellemző, reaktív limfociták csak igen kis számban vannak jelen a tumorban. | C81.3                  | M9653/3                |
| Nem meghatározható                              | | C81.9                  | M9650/3                |

## Tünetek
A Hodgkin-kór legfőbb tünete a nyirokcsomók fájdalmatlan megnagyobbodása (limfadenomegália), mely leggyakrabban a nyakon, illetve válltájon alakul ki észrevehetően, valamint a mellüregi nyirokcsomókban, ami köhögést, nehézlégzést okozhat, és amit sokszor mellkasröntgen vizsgálat is ki tud mutatni. Gyakran a lép is megnagyobbodik (szplenomegália). Emellett a betegek kb. harmadában szisztémás, ún. B-tünetek (éjszakai izzadás, láz, bőrviszketés, testsúlycsökkenés, fáradtság) is jelentkezhetnek. Érdekes, de ritka tünete a Hodgkin-kórnak az alkoholfogyasztás után perceken belül jelentkező fájdalom, melyet Hodgkin-kórra jellegzetesnek tartanak.

Hodgkin-kórban megjelenhetnek ún. paraneopláziás szindrómák, melyek nem a daganat közvetlen, lokális kiterjedésével magyarázhatóak (szemben pl. az áttétek okozta tünetekkel). Ezek a szervezet bármely pontját érinthetik, ismertek pl. Hodgkin-kórral társuló bőrbetegségek (pl. szerzett iktiózis,) idegrendszeri betegségek (pl. szenzoros neuropátia, limbikus enkefalitisz), vagy szemészeti kórképek (pl. episzkleritisz). A Hodgkin-kórhoz társulva kialakulhat a betegben nefrózis szindróma is, melynek hátterében szövettanilag leggyakrabban minimális elváltozással járó nefropátia áll (angolul: Minimal change nephropathy).

Bár a Hodgkin-limfóma gyakran a mediasztinális nyirokcsomókban jelenik meg, csak ritkán okoz a felső üres visszér (vena cava superior) összenyomásával járó vena cava superior szindrómát.

## Diagnosztika

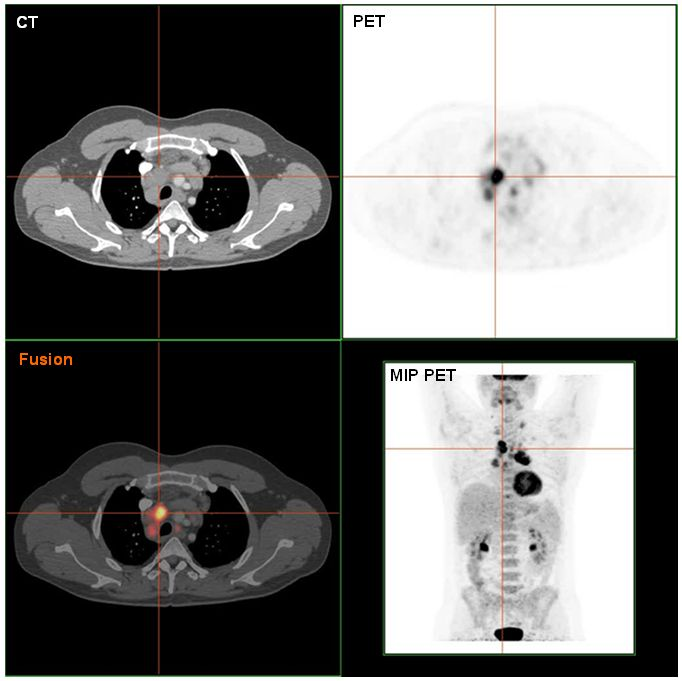
Hodgkin-limfóma megjelenése egy PET-CT fúziós felvételen.

A Hodgkin-kór rendszerint fájdalmatlan nyirokcsomó megnagyobbodásként (limfadenomegália) jelentkezik, amire vagy fizikális vizsgálattal (pl. nyaki, hónalji nyirokcsomók), vagy képalkotó vizsgálatokkal (pl. mediasztinális nyirokcsomók) derül fény. A diagnózis felállítása szempontjából alapvető, hogy a kórképet elkülönítsék az egyéb limfadenomegáliát okozó állapotoktól (pl. fertőzések, más daganatok). A végleges diagnózist valamelyik érintett nyirokcsomóból készült szövettani vizsgálat adja. A további képalkotó és laborvizsgálatok a betegség stádiumának meghatározást szolgálják, illetve azt igyekeznek felmérni, hogy a beteg mennyire lesz képes tolerálni a kemoterápiás kezeléseket. Előrehaladott, a csontvelőt is beszűrő Hodgkin-kórra jellegzetes laboreltérés a csökkent limfocita- és vérlemezkeszám, illetve a vér alacsony hemoglobin koncentrációja. A stádium besoroláshoz képalkotó vizsgálatként elsősorban CT-t, illetve PET-et alkalmaznak.

## Stádiumbeosztás
A Hodgkin-kór esetében (és néhány non-Hodgkin-limfómánál is) az ún. Ann Arbor-i stádiumbeosztást használják, melyet először 1971-ben az amerikai Michigan állambeli Ann Arborban dolgoztak ki, és azóta többször módosítottak.
| Az Ann Arbor-i stádiumbeosztás: | Az Ann Arbor-i stádiumbeosztás:                                 |
| Stádium                         | Kritérium                                                       |
| ------------------------------- | --------------------------------------------------------------- |
| I.                              | a folyamat egyetlen nyirokcsomó régiót érint                    |
| II.                             | kettő vagy több kóros nyirokcsomó régió a rekesz azonos oldalán |
| III.                            | kóros nyirokcsomó régiók a rekesz mindkét oldalán               |
| IV.                             | extralimfatikus szervek diffúz érintettsége                     |

A fenti négy fő kategóriát betűkkel is kiegészítik, az alábbiak szerint:
- A: nincs szisztémás tünet
- B: szisztémás, ún. B-tünetek vannak (pl. fertőzéshez nem köthető láz, éjszakai izzadás, fogyás)
- X: 10 cm-t meghaladó egybefüggő tumor-konglomerátum (angolul: bulky disease)
- E: extralimfatikus érintettség közvetlen ráterjedéssel

## Kezelés
A Hodgkin-kór kezelésében elsősorban kombinációs kemoterápiát alkalmaznak, melyet sugárkezeléssel egészíthetnek ki. A kezelés kiválasztásánál figyelembe veszik a beteg korát, általános állapotát, kísérőbetegségeit, a betegség szövettani altípusát és stádiumát. A kezelésre nem reagáló, vagy utána kiújuló Hodgkin-kór esetében csontvelő átültetést javasolnak.
| A Hodgkin-kór kezelésében alkalmazott kombinációk: | A Hodgkin-kór kezelésében alkalmazott kombinációk: | A Hodgkin-kór kezelésében alkalmazott kombinációk: | A Hodgkin-kór kezelésében alkalmazott kombinációk: |
| MOPP                                               | ABVD                                               | Stanford V                                         | BEACOPP                                            |
| -------------------------------------------------- | -------------------------------------------------- | -------------------------------------------------- | -------------------------------------------------- |
| meklóretamin                                       | doxorubicin                                        | doxorubicin                                        | bleomicin                                          |
| vinkrisztin                                        | bleomicin                                          | bleomicin                                          | etopozid                                           |
| prokarbazin                                        | vinkrisztin                                        | vinblasztin                                        | doxorubicin                                        |
| prednizon                                          | dakarbazin                                         | vinkrisztin                                        | ciklofoszfamid                                     |
|                                                    |                                                    | etopozid                                           | vinkrisztin                                        |
|                                                    |                                                    | prednizon                                          | prokarbazin                                        |
|                                                    |                                                    |                                                    | prednizon                                          |

Az első polikemoterápia, melyet a Hodgkin-kór kezelésében sikeresen alkalmazni kezdtek a MOPP volt, míg 1975-ben leírtak egy újabb, a MOPP-nál hatékonyabb és kevesebb mellékhatással bíró kombinációt, az ABVD-t, mely azóta a Hodgkin-kór elsővonalbeli kezelésévé vált. Előrehaladott (III.-IV. stádiumú), magas kockázatú betegség esetén a BEACOPP is alkalmazható, melynek azonban az ABVD-hez képest több mellékhatása van, beleértve a másodlagosan kialakuló daganatokat is. A BEACOPP és az ABVD protokollokat ezen betegcsoportban több publikációban is összehasonlították, ám arról megoszlanak a vélemények, hogy melyik számít hosszú távon is kedvezőbbnek. Egy 2011-es tanulmányban az előrehaladott stádiumú betegeknél a hosszú távú túlélést figyelembe véve nem találtak szignifikáns különbséget a két kezelési séma között (84% volt az ABVD, és 89% a BEACOPP esetében). Egy másik, 2012-es tanulmányban, melyben több mint 2000 előrehaladott Hodgkin-kóros beteget vontak be, a 6 ciklus BEACOPP kezelést találták a leghatékonyabbnak, melyet minden esetben PET vizsgálat, és annak pozitivitása esetén kiegészítő sugárkezelés követett.
| A Klasszikus Hodgkin-kór (CHL) kezelési sémái:       | A Klasszikus Hodgkin-kór (CHL) kezelési sémái:                             |
| Betegség típusa                                      | Kezelés                                                                    |
| ---------------------------------------------------- | -------------------------------------------------------------------------- |
| Klasszikus HL, I-II. stádium, kis rizikójú           | 2 ciklus ABVD + sugárkezelés (IF-RT)                                       |
| Klasszikus HL, I-II. stádium, kedvezőtlen prognózisú | 2 ciklus BEACOPP + 2 ciklus ABVD + sugárkezelés (IF-RT)                    |
| Klasszikus HL, III-IV. stádium                       | 6 ciklus BEACOPP, azt követő pozitív PET lelet esetén sugárkezelés (IF-RT) |

### Célzott molekuláris terápiák
A Hodgkin-limfóma kezelésében is megjelentek célzott biológiai terápiák, melyet a betegség patobiokémiájának korábbinál alaposabb feltérképezése tett lehetővé. A B-sejtes non-Hodgkin-limfómák kezelésében kiterjedten használt rituximab-ot nem alkalmazzák rutinszerűen Hodgkin-kórban. A rituximab egy CD20 elleni monoklonális antitest, azonban klasszikus Hodgkin-kórban a tumoros sejteken az esetek többségében nem található meg a CD20 molekula. Ellenben a noduláris limfocita predomináns Hodgkin-limfómában (NLPHL) a daganatos limfociták sejtfelszínén jelen van a CD20, és ezen altípus kezelésében hatékonynak találták.

Egy másik racionális gyógyszercélpont a CD30 molekula, mely a klasszikus Hodgkin-limfóma tumorsejtjein van jelen. CD30 elleni monoklonális antitestekkel és azokhoz kémiailag kapcsolt kemoterápiás szerekkel (pl. brentuximab vedotin) jelenleg is végeznek klinikai kutatásokat.

### Késői mellékhatások
Mivel a Hodgkin-kór sok esetben fiatal felnőtteket érint, és a modern kezelésekkel nagyon jó a gyógyulási arány, megnőtt a terápiák késői mellékhatásinak jelentősége. Ezek közül a legsúlyosabb, életet veszélyeztető mellékhatások a másodlagosan megjelenő tumorok, illetve a kardiotoxikus kemoterápia (pl. doxorubicin) okozta szívkárosodás. Ezek mellett előfordulhatnak még endokrin rendellenességek, légzőszervi bántalmak, illetve meddőség, melyek jelentősen ronthatják a Hodgkin-limfómát túlélő beteg életminőségét. A kezelések racionalizálásával igyekeznek csökkenteni a késői mellékhatások gyakoriságát, azonban lehetséges előfordulásuk miatt a gyógyult betegeket is követni szokták.

## Prognózis
A betegség 1832-es leírásától számított közel egy évszázadon keresztül a betegség gyakorlatilag gyógyíthatatlan volt. A 20. században a sugárkezelés és a kemoterápia megjelenésével, majd fejlődésével ez a helyzet drasztikusan megváltozott. Mára a Hodgkin-kór viszonylag jól kezelhető hematológiai daganatnak számít, a nem előrehaladott, jó prognózisú Hodgkin-limfómában szenvedő betegeknél az 5 éves várható túlélés 98 százalék, de még a kedvezőtlenebb kórlefolyású betegcsoportban is 85 százalék körüli.

Az előrehaladott Hodgkin-kóros betegek rizikó szerinti besorolására több pontrendszert is kidolgoztak, ezek közül az egyik legelterjedtebb egy 1998-ban nemzetközileg meghatározott osztályozás, mely hét kritériumot határoz meg, mindegyik külön-külön egy pontot ér. Az összesített pontok alapján megjósolható a beteg várható túlélése, minél több pontot ér el, annál kedvezőtlenebb kórlefolyás valószínűsíthető a beteg számára. A tanulmányban az alábbi prognosztikai faktorokat írták le:
- Életkor ≥ 45 év
- Férfi nem
- Ann Arbor szerinti IV. stádiumú betegség
- Vér hemoglobin koncentráció < 10,5 g/dl
- Vér albumin koncentráció < 4 g/dl
- Fehérvérsejtszám ≥ 15.000/µl
- Limfocitaszám < 600/µl, vagy kevesebb az összfehérvérsejtszám 8 százalékánál

## Története

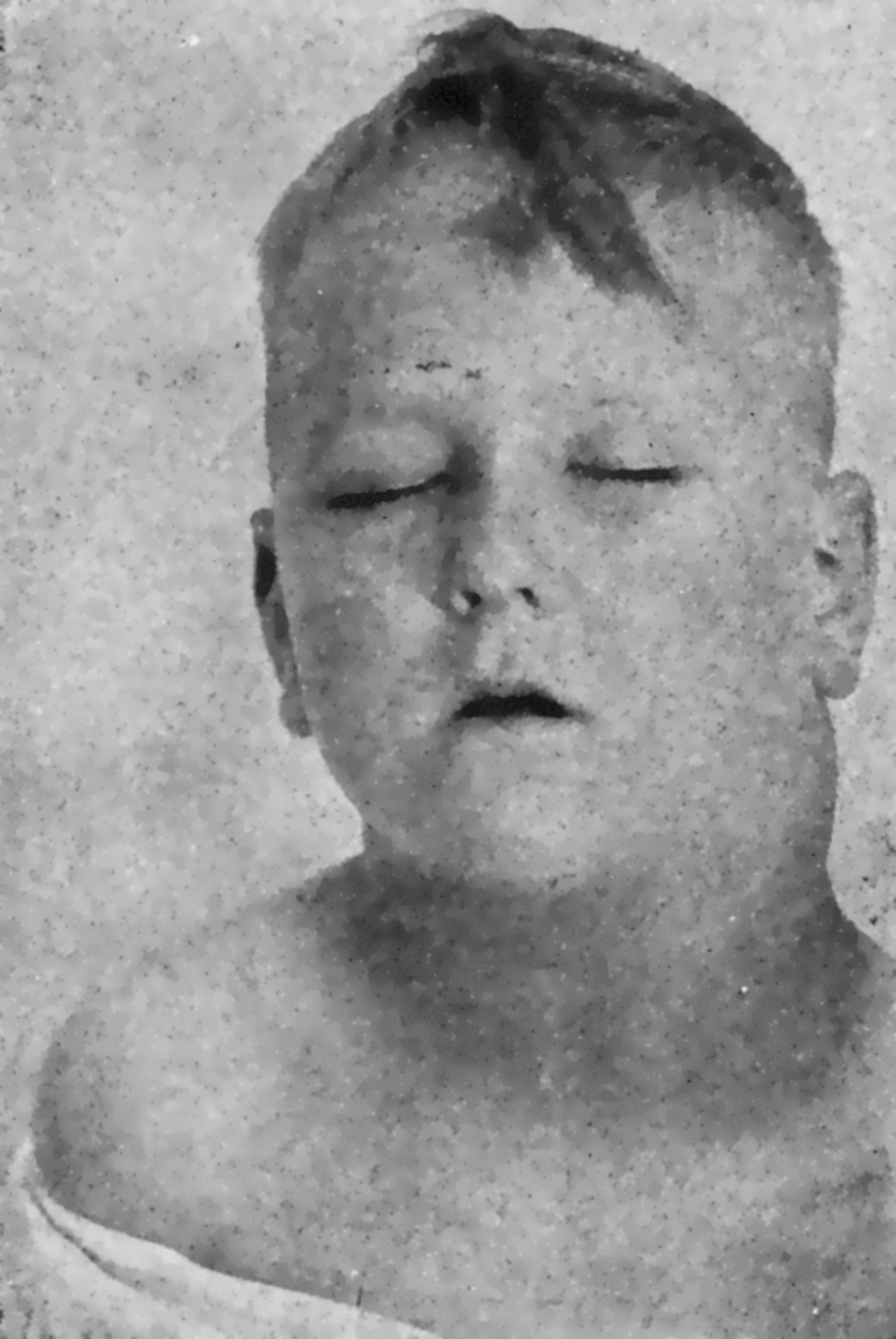
Egy 1938-as orvosi könyvből származó, Hodgkin-kórt bemutató fotó.

1832-ben a brit Thomas Hodgkin írta le a betegség makroszkopikus jellemzőit. Hodgkin összesen hét, fájdalmatlan nyirokcsomómegnagyobbodással jelentkező beteget vizsgált. Utólagos szövettani és immunológiai vizsgálatok alapján a hétből három a mai kritériumrendszer szerint is Hodgkin-kóros beteg volt, a többi esetben pedig non-Hodgkin limfóma, szifilisz, illetve gümőkór állt a tünetek hátterében.

1856-ban Samuel Wilkins újabb eseteket közölt, és először hivatkozott a betegségre Hodgkin-kórként. 1898-ban az osztrák Carl Sternberg, majd tőle függetlenül 1902-ben az akkor mindössze 28 éves amerikai Dorothy Reed írta le a betegségre jellemző óriássejteket. 1956-ban leírták a betegség egyik granulómatózus, kedvezőbb prognózisú szövettani variánsát, melyet később noduláris szklerózisnak neveztek el. Az 1994-es REAL (angolul:revised European–American lymphoma) konferencián a Hodgkin-kórt két fő altípusra osztották, így született meg a klasszikus (CHL) és a noduláris limfocita predomináns Hodgkin-kór (NLPHL) fogalma. 2008-ban, az Egészségügyi Világszervezet csoportosította a hematológiai neopláziákat, melyben a Hodgkin-kór a limfocita eredetű tumorokon belül önálló csoportként lett definiálva.

A Hodgkin-kór az orvostudomány sikertörténetei közé tartozik, a leírásakor halálos kimenetelű, gyógyíthatatlan betegség ma az egyik legjobban kezelhető hematológiai daganatnak számít.